# Citadelle de Magdebourg

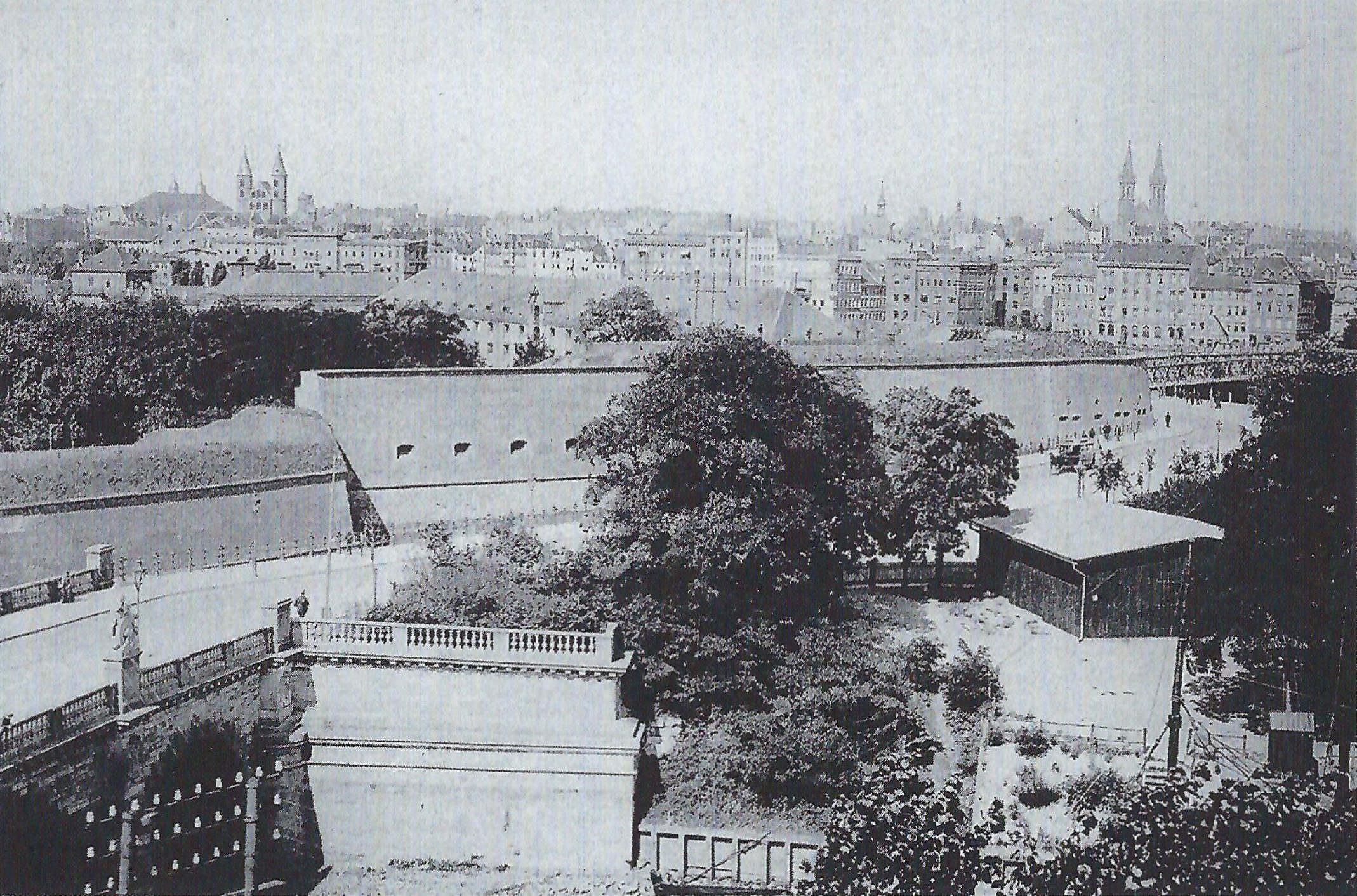
Citadelle, vue du nord-est, début des années 1890

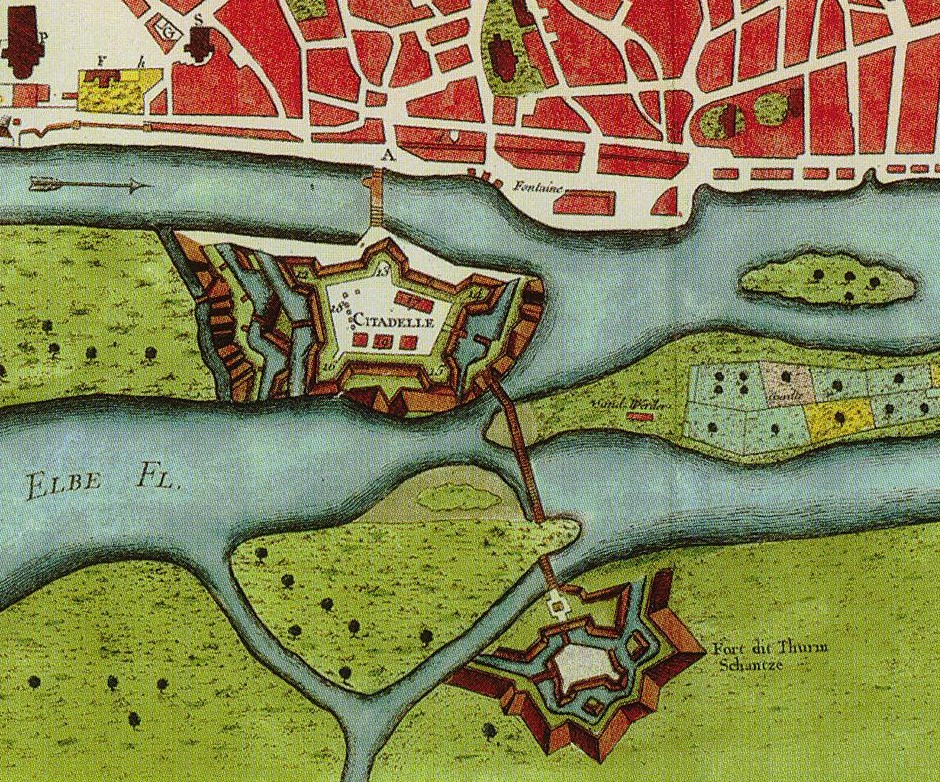
Fortification du passage de l'Elbe à Magdebourg, 1757 ; En dessous (à l'est) la tour, au milieu la citadelle, au dessus (à l'ouest) la ville

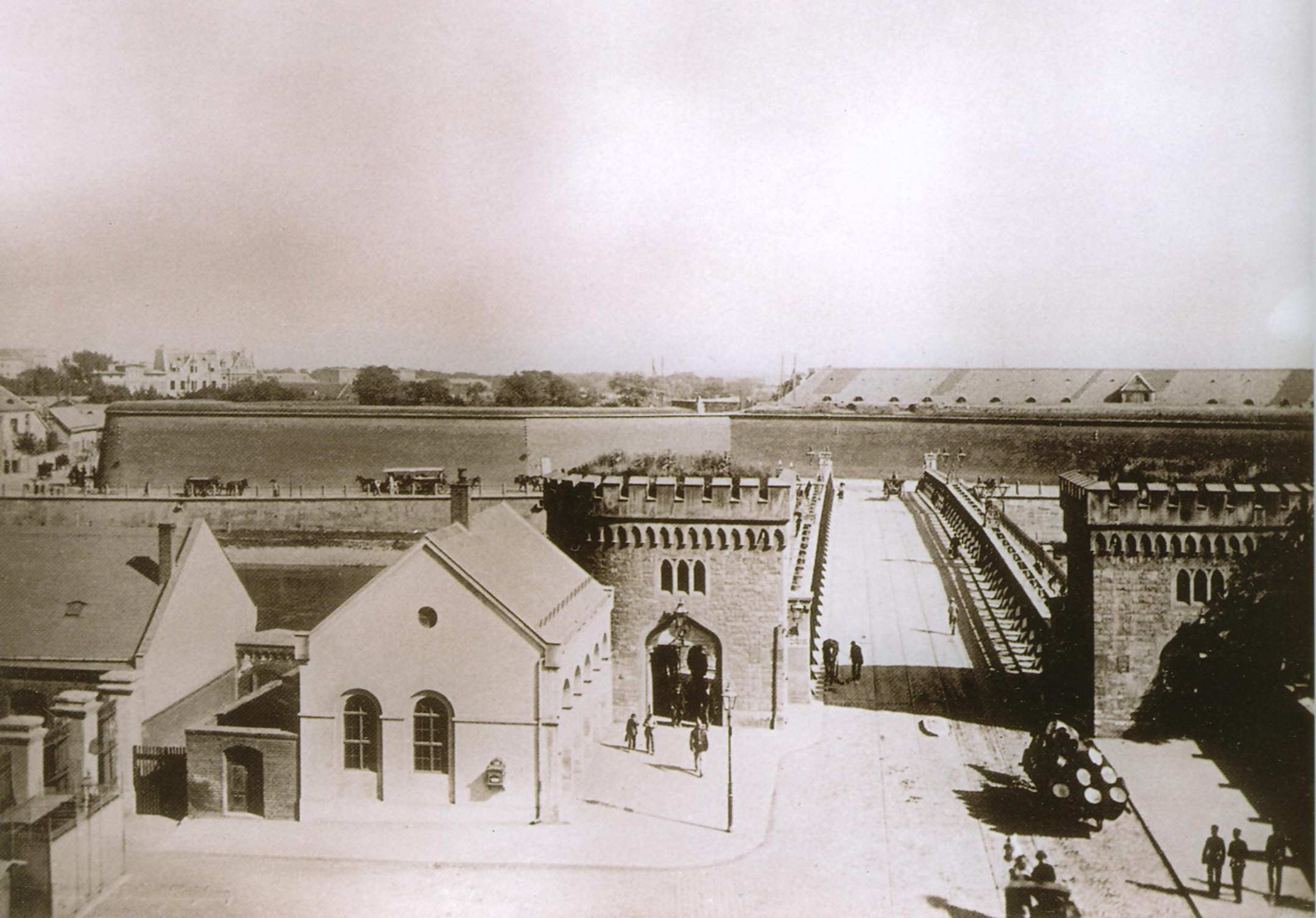
Vue depuis Johannisberg sur la jusqu'à la citadelle, vers 1880

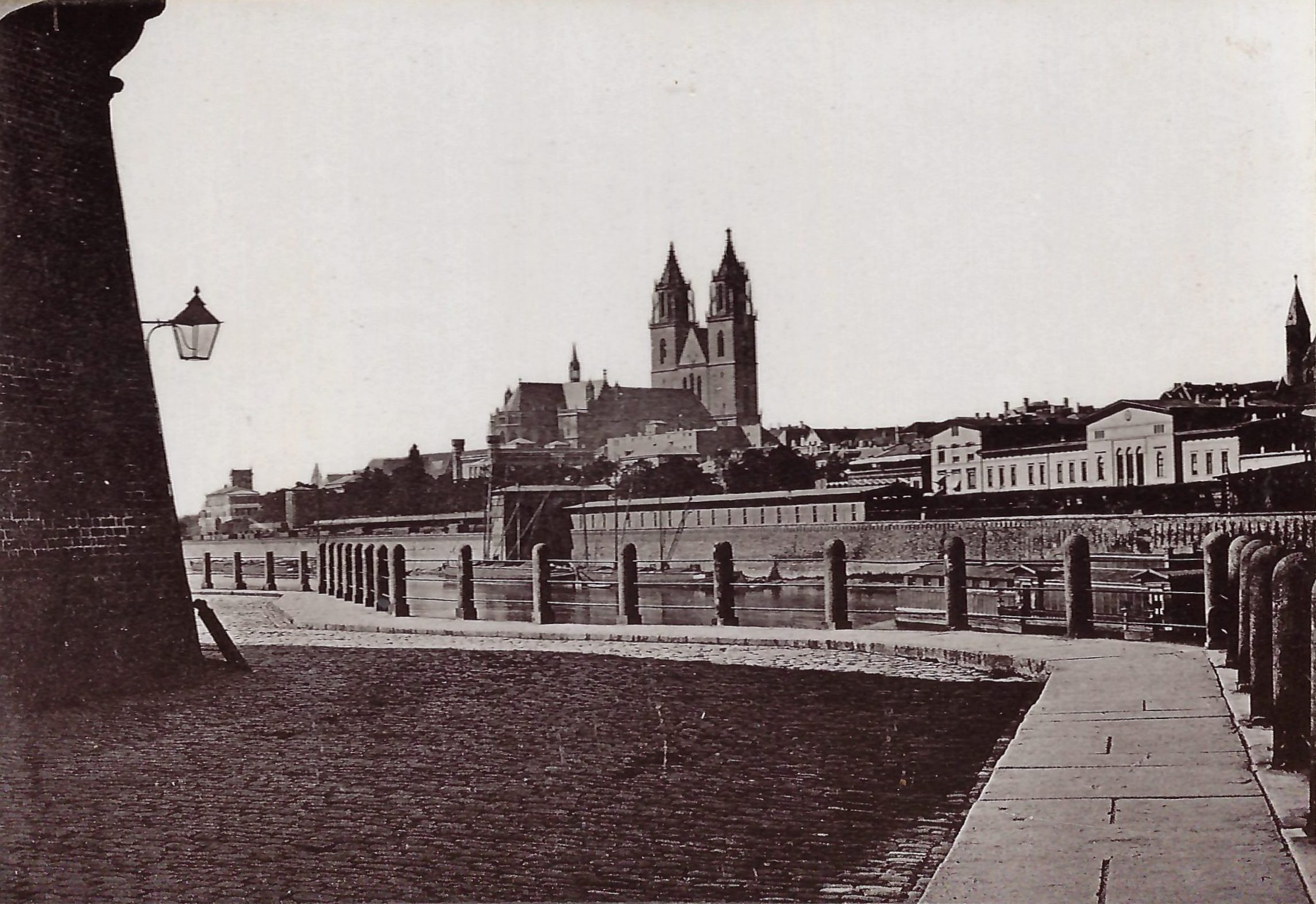
Vue depuis la citadelle sur l'Elbe, avant 1890

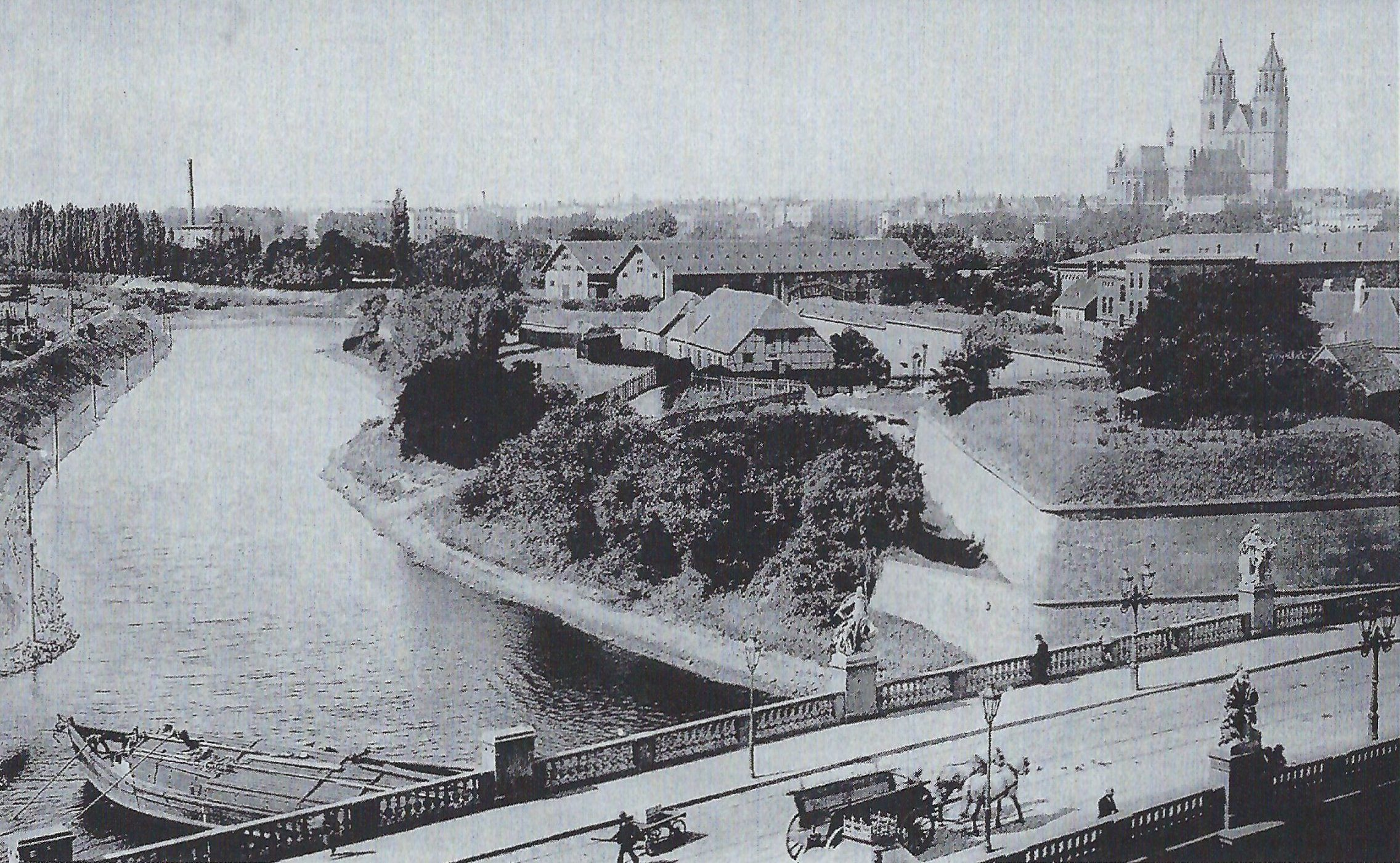
Côté Est de la citadelle, début des années 1890

La citadelle de Magdebourg est une partie centrale de la forteresse de Magdebourg. La citadelle est située sur une île de l'Elbe, l'actuel quartier du Werder.

## Histoire

### Histoire du bâtiment
Après les graves destructions de la guerre de Trente Ans, Magdebourg perd son territoire dans la seconde moitié du XVIIe siècle son indépendance. En 1666, une garnison brandebourgeoise est stationnée dans la ville. L'électeur de Brandebourg, qui se trouve à Clèves, ordonne alors le 12 juin 1666 que les fortifications endommagées de la ville soient réparées. Parallèlement, la question de l'emplacement éventuel d'une citadelle se pose. Dès le 23 juin 1666, l'électeur ordonne la construction de la citadelle du côté de l'Elbe. La raison en est que les fortifications le long des rives de l’Elbe ne sont que relativement peu développées. La ville est détruite en 1631 par une attaque de ce côté.
Indépendamment de cela, la stratégie du Brandebourg plaide peut-être également en faveur de la construction à cet endroit. Du point de vue du Brandebourg, la sécurisation du passage de l'Elbe est particulièrement nécessaire. Magdebourg est la seule traversée de l'Elbe entre Hambourg et Wittemberg. Les troupes venant de l’ouest doivent être empêchées de traverser l’Elbe jusqu’au cœur du Brandebourg. Avec la citadelle située directement sur la traversée de l'Elbe, les troupes brandebourgeoises, même avec un effectif réduit, sont en mesure de tenir le passage de l'Elbe.
Cependant, le démarrage effectif de la construction de la citadelle prend du temps. Il faudra attendre le 18 juillet 1679 pour que le lieutenant-général de Maestre annonce avoir « fait une fissure ». Le 4 février 1680, le colonel et commandant Schmied von Schmiedseck fait installer des postes sur le futur chantier. La construction de la maçonnerie commence en 1683 et est achevée en 1702. Les casemates ne sont emménagées que quelques années plus tard car les maçonneries doivent sécher. La direction des travaux est assurée par le capitaine ingénieur Heinrich Schmutze (de), qui conçoit également l'hôtel de ville de Magdebourg (de) et les portes de la citadelle.

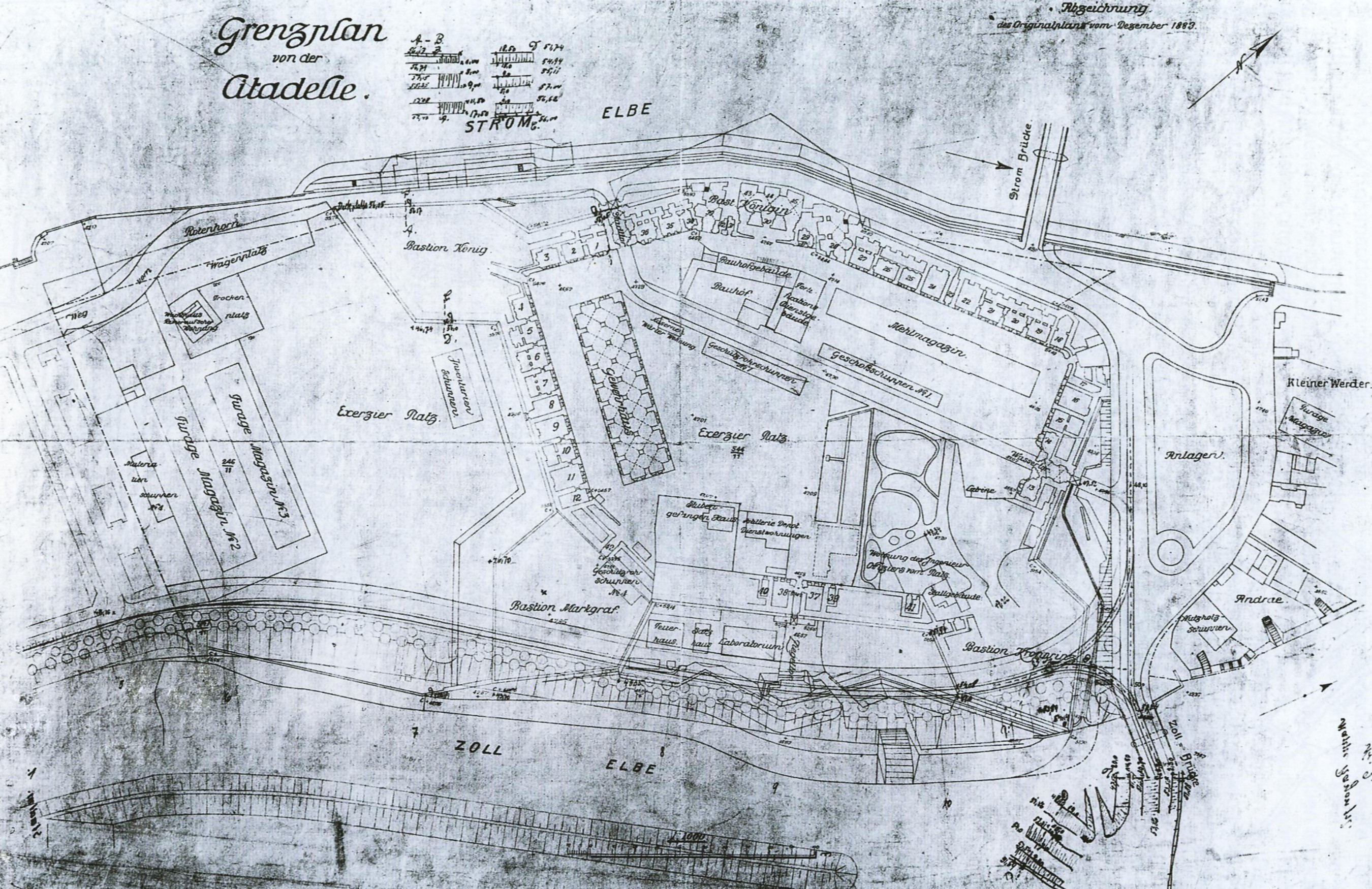
Plan du site de la citadelle de 1883, au-dessus (ouest) de l'Elbe, en dessous (est) du Zollelbe

À l'ouest de la ville, la citadelle possède des murs de huit mètres de haut. À l'est, vers la tour redoute (de), les murs mesurent cinq mètres de haut. Le but de cette hauteur inférieure est de permettre à la tour est de la redoute de tirer sur l'intérieur de la citadelle depuis le côté Est du Brandebourg en cas d'assaut ennemi sur la citadelle. La citadelle possède de grandes casemates voûtées, protégées de l'artillerie ennemie par des remblais de terre.

### Mesures d'ingénierie hydraulique
Même si la citadelle est située sur une île de l'Elbe, des travaux hydrauliques considérables sont nécessaires pour garantir une eau profonde constante dans la zone autour de la citadelle. En 1736, un barrage est construit à l'Est de la citadelle, qui conduit l'eau de ce qui est alors le Grand et le Moyen Elbe entre la citadelle et le Holzdeckenwerder dans le Stromelbe. L'eau n'est canalisée dans l'ancien Elbe (de) entre Holzdeckenwerder et Friedrichstadt que lors des crues. Un barrage de raid est construit en amont sur la Rothehornspitze. Le cours moyen de l'Elbe, qui est alors le principal cours d'eau, est fermé et l'eau est également dirigée vers l'Elbe, autrefois peu profond. En 1739, un épi est construit dans le Moyen Elbe au-dessus de la citadelle. À la suite de ces mesures, le Moyen Elbe s'ensable, ce qui ne peut désormais être considéré que comme un affaissement du terrain sur l'île du Rotehorn, créée sous sa forme actuelle. Plus tard, un canal d'écluse est construit au sud de la citadelle entre le Stromelbe et le Zollelbe (de). La rue à cet endroit s'appelle donc aujourd'hui Schleusenstraße.

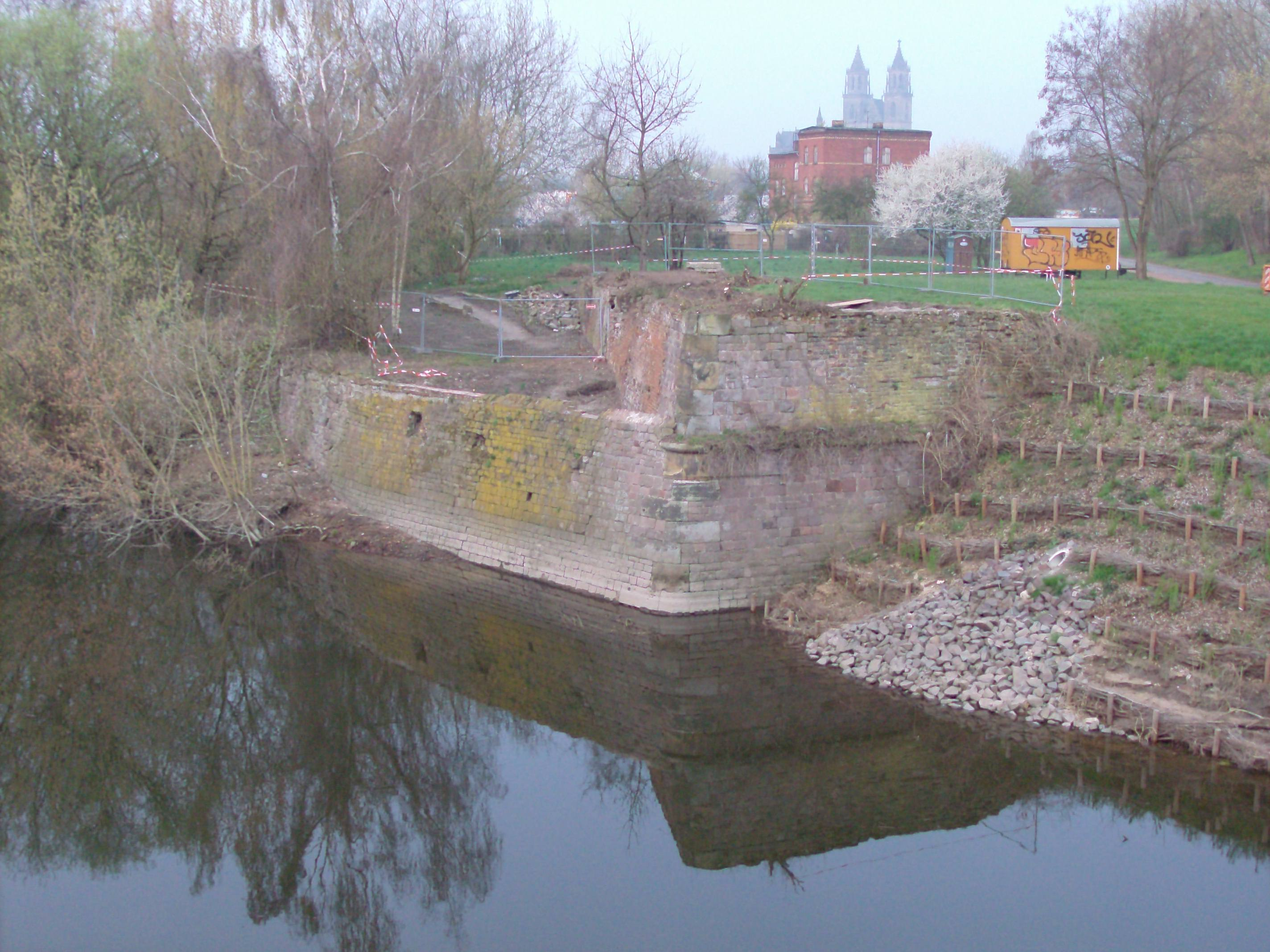
Vestiges du bastion princier de la Citadelle ; en arrière-plan une ancienne résidence d'officier

### Conflits armés
La citadelle de Magdebourg, comme l’ensemble de la forteresse de Magdebourg, n’est jamais activement impliquée dans un conflit militaire. Même s'il se trouve dans un endroit stratégiquement important, la taille de l'ensemble du complexe aurait nécessité un effort si important de la part des troupes ennemies et d'énormes pertes pour le prendre d'assaut qu'une attaque n'aurait pas lieu. Elle a donc un effet indirect sur les conflits militaires.
La seule exception est l’apparition des troupes napoléoniennes devant Magdebourg en 1806. Il y a 23 000 soldats prussiens et 800 officiers dans la forteresse. Seuls 7 000 soldats français se présentent devant la forteresse. Néanmoins, le commandant de la forteresse, von Kleist, rend la forteresse sans combat. La Prusse subit déjà de graves défaites militaires à Iéna.
En 1814, les Français se retirent sans combat. En raison des lourdes pertes attendues, la Prusse et ses alliés s'abstiennent d'attaquer la forteresse. La garnison française de la forteresse ne se rend que lorsque Paris est déjà tombé et est encore en mesure de négocier un retrait libre vers la France.

### La citadelle comme prison

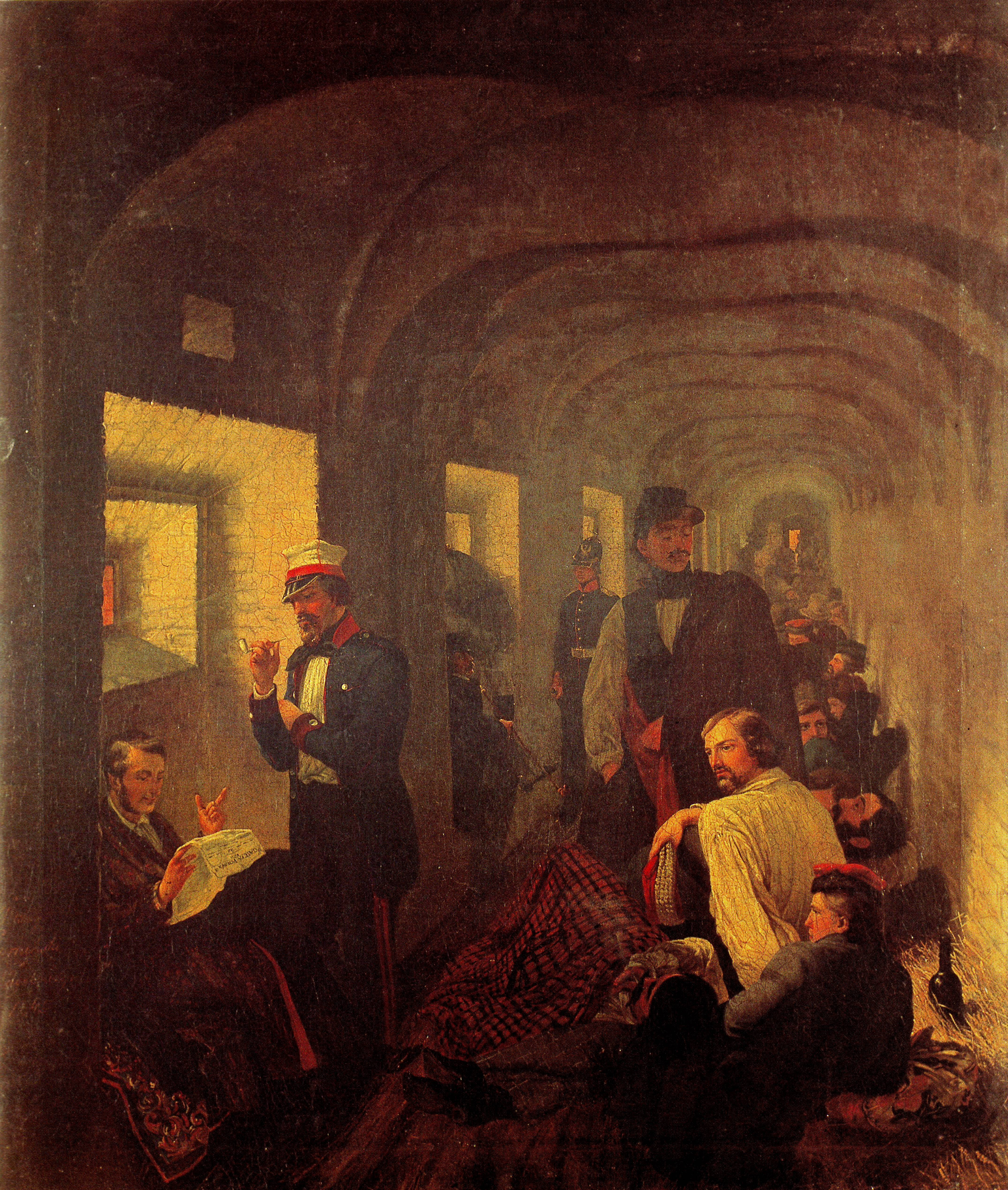
Photo d'officiers polonais capturés dans la citadelle réalisée par le prisonnier Polikarp Gumiński en 1849

La citadelle de Magdebourg devient une prison importante et redoutée en Prusse. Les criminels sont utilisés pour effectuer de gros travaux de terrassement et de carrière dans la forteresse. Les conditions de travail extrêmement dures, une alimentation inadéquate et de mauvaises conditions d'hygiène entraînent un taux de mortalité très élevé parmi les prisonniers. Les prisonniers sont attelés à des charrettes de travail et vivaient dans de petits espaces dans des casemates sombres sur de la paille rarement changée. Les châtiments imposés par les tribunaux, tels que la flagellation, le marquage au fer rouge, la fusillade, l'étranglement et l'écartèlement, ont également lieu dans la citadelle.
Cependant, des personnes de haut rang purgent également des peines de prison dans la citadelle, même si dans certains cas, les conditions de détention sont nettement plus favorables et que, dans certains cas, des domestiques peuvent être amenés avec eux.

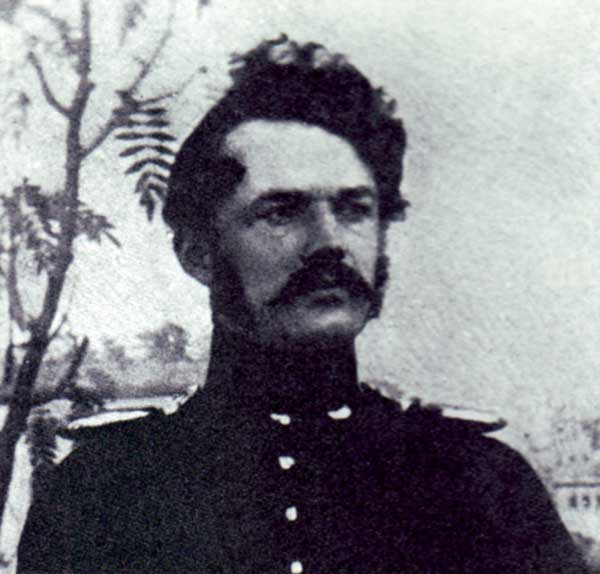
Werner Siemens comme sous-lieutenant dans l'artillerie prussienne en 1842

Werner Siemens est un détenu bien connu. En 1840, Siemens est prisonnier dans la citadelle en raison de sa participation interdite en tant que second à un duel. Durant son emprisonnement, il réussit à galvaniser les métaux avec de l'or et de l'argent. Lorsqu'il est gracié au bout d'un mois seulement, il demande une prolongation de sa peine afin de pouvoir poursuivre ses études.
Frédéric de Trenck est emprisonné à la citadelle en 1754. Trenck tente de creuser un tunnel souterrain pour s'échapper. Il est ensuite transféré au Fort Berge (de), qui fait également partie de la forteresse de Magdebourg.
D'autres prisonniers bien connus sont le révolutionnaire Gustav Adolph Schlöffel (de) (en 1848 pendant six mois), de 1823 à 1829 le démocrate Dietrich Wilhelm Landfermann (de), le poète Fritz Reuter, le prêtre Eduard Michelis (de), le maréchal polonais Józef Piłsudski, Gerhard Cornelius von Walrave (de), un des constructeurs de la forteresse de Magdebourg, le peintre Polikarp Gumiński (de), le révolutionnaire Gustav Rawald (de) et l'officier Armand von Ardenne.
Le futur entrepreneur et inventeur Hermann Gruson y est né le 13 mars 1821. Il est le fils du premier lieutenant Louis Abraham Gruson.

### Levage de la forteresse

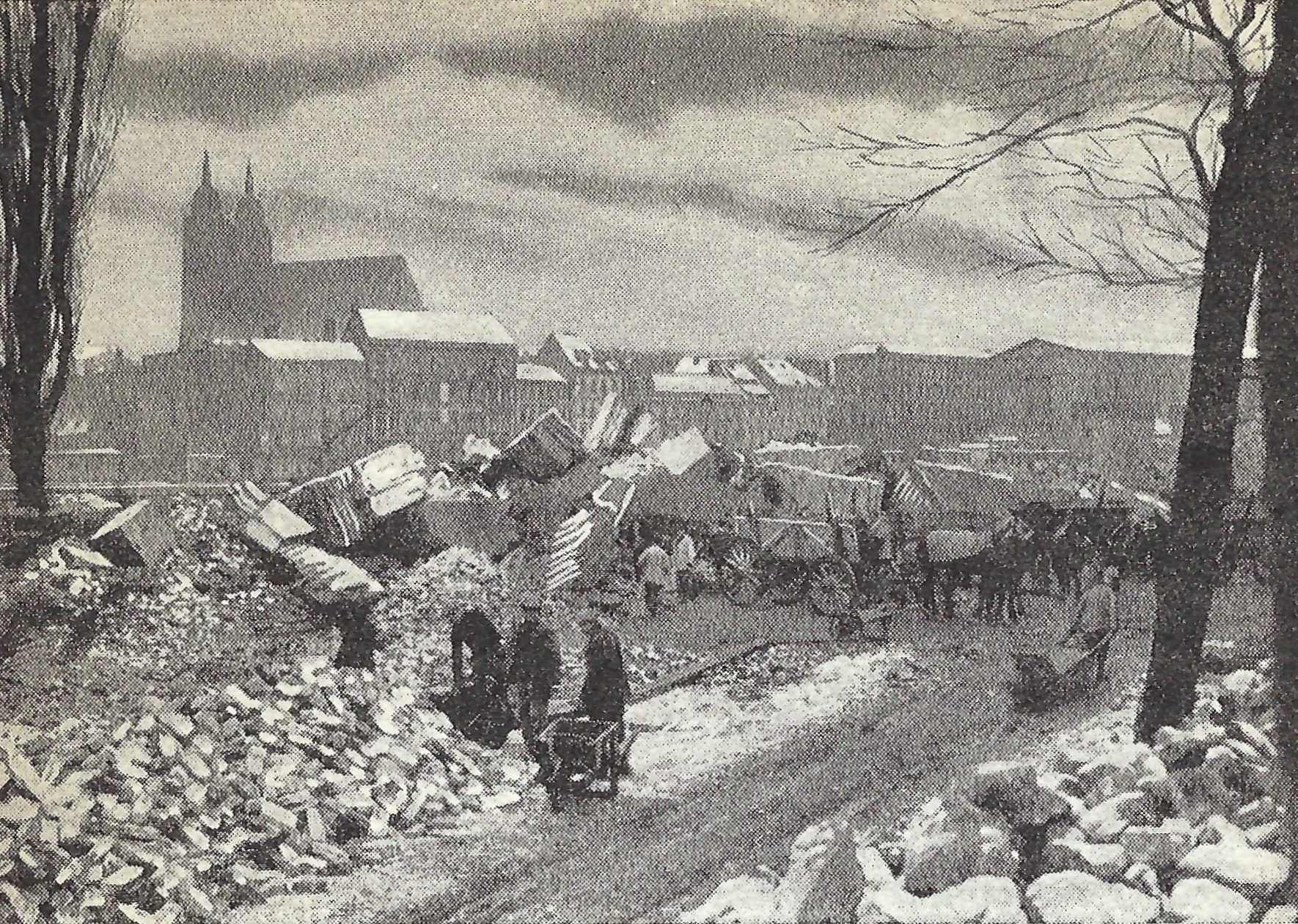
Travaux de démolition dans les années 1920

Avec l'évolution de la technologie des armes, la forteresse de Magdebourg et la citadelle perdent leur importance militaire au plus tard à la fin du XIXe siècle. La forteresse est définitivement supprimée en 1912. Après que la ville de Magdebourg se soit efforcée d'acquérir les terrains, elle démolit la citadelle entre 1922 et 1927. Les décombres sont utilisés pour remplir les rues en construction à Cracau.

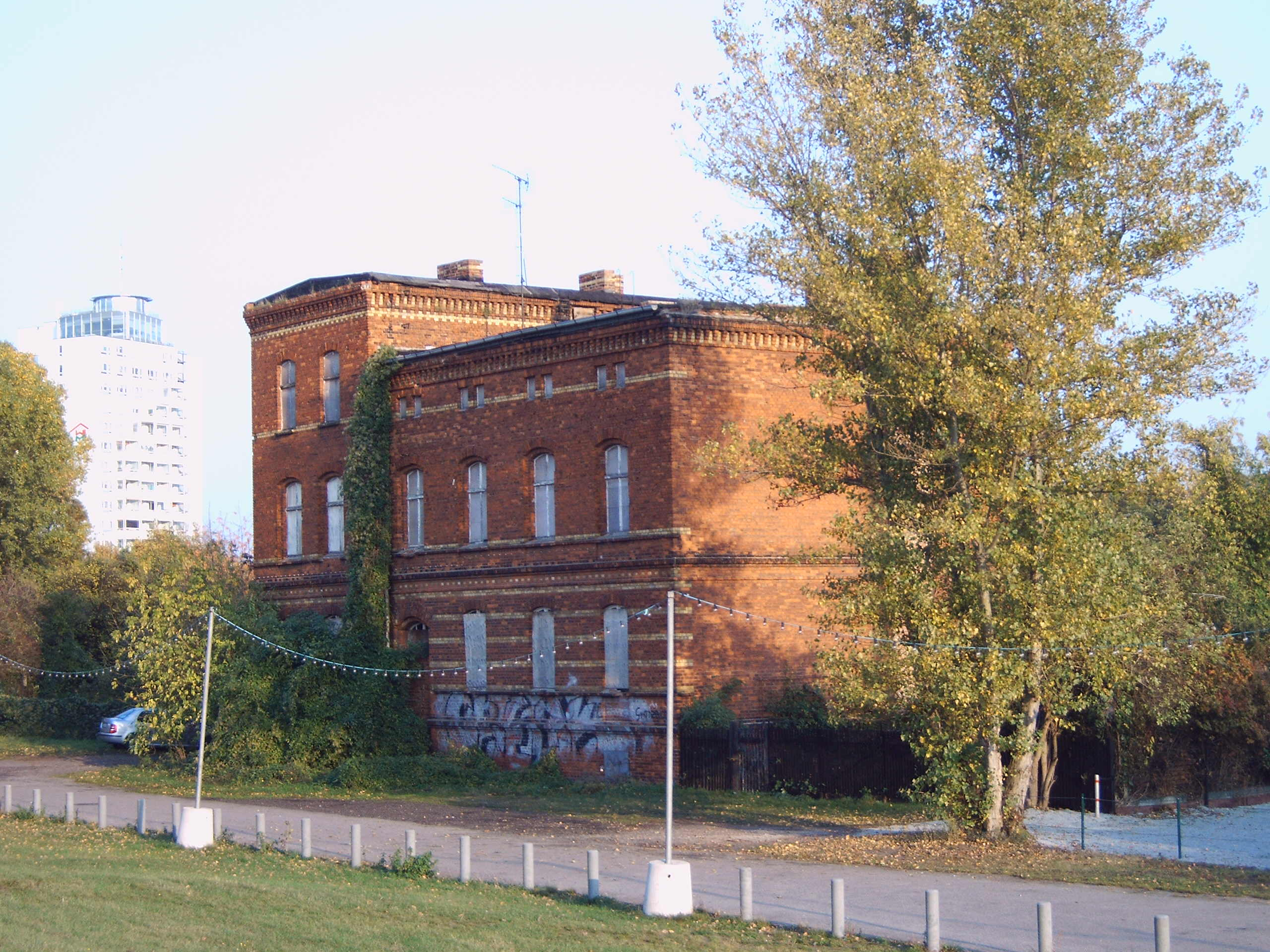
Ancienne résidence d'officier comme dernier bâtiment de la citadelle

## Situation actuelle
Sur l'ancien site de la citadelle se trouve aujourd'hui un lieu événementiel utilisé par les compagnies de cirque en visite et pour les festivals folkloriques. La rue menant au site porte encore aujourd'hui le nom de Citadelle. Du côté nord du site se trouve encore l'ancienne maison d'officier en brique. Un jardin familial qui s'y trouve porte également le nom de citadelle.

## Liste des gouverneurs et commandants

### Gouverneurs prussiens de la citadelle de Magdebourg
- 1675 Auguste de Schleswig-Holstein-Sonderbourg-Plön-Norbourg, General-Feldzeugmeister
- 1681 Ernst Gottlieb von Börstel (de), général de division (anciennement commandant et gouverneur de Stettin)
- 1687 Karl von Schomberg (de), général de division
- 1691 Lüdecke Ernst von Schöning (de), général de division
- 1692 Wilhelm von Brandt, général de division (anciennement gouverneur de Pillau (1689-1691) et plus tard de Küstrin (1701))
- 1701 Léopold prince d'Anhalt-Dessau, maréchal général
- 1747 Léopold Maximilien, prince d'Anhalt-Dessau (plus tard gouverneur de Küstrin)
- 1755 Ferdinand duc de Brunswick, maréchal général
- 1759 Ferdinand, prince héréditaire de Hesse-Cassel, général d'infanterie, vice-gouverneur
- 1766 Friedrich Christoph von Saldern, lieutenant général
- 1785 Christian August von Lengefeld (de), lieutenant général
- 1789 Ludwig Karl von Kalckstein, maréchal général
- 1800 Franz Kasimir von Kleist, général d'infanterie

### Liste des commandants
- 1666 Johann Schmidt von Schmidtseck (de), colonel
- 1675 Wolf Friedrich von Bomsdorf (de), colonel, directeur général[15]
- 1675 Isaak du Plessis-Gouret (de), colonel
- 1681 Ernst Gottlieb von Börstel, colonel (plus tard gouverneur)
- 1682 Sigismond von Lichtenhain, colonel
- 1687 Adam von Krusemark, colonel
- 1688 Bernhard de Huet (de), général de division (ancien commandant de la forteresse de Minden (de))
- 1698 Johann Heinrich von Börstel (de), lieutenant général
- 1711 Ulrich Christoph von Stille (de), lieutenant général
- 1723 Jakob von Bechefer, lieutenant général
- 1731 Christoph Heinrich von der Goltz, lieutenant général
- 1739 David Jürgen von Graevenitz (de), lieutenant général (plus tard gouverneur de Küstrin)
- 1747 Anselm Christoph von Bonin (de), lieutenant général
- 1755 Franz Andreas von Borcke (de), lieutenant général
- 1759 Johann Nikolaus von Reichmann, colonel vice-commandant (véritable commandant à partir de 1763)
- 1782 Otto Kasimir von Meerscheidt genannt Hüllessem (de), général de division
- 1798 Otto Ludwig von Wobeser (de), général de division.
- 1805 Jakob Ludwig du Trossel, colonel
- 1815 Karl Friedrich von Hirschfeld, lieutenant général
- 1815 Heinrich Wilhelm von Horn, lieutenant-général premier commandant (plus tard commandant de Kolberg)
- 1816 Wilhelm Karl Reinhold von Beckendorff (de), colonel, commandant en second
- 1820 Karl Friedrich Ludwig von Lobenthal, major-général premier commandant
- 1821 Carl Adolf von Carlowitz (de), lieutenant-général premier commandant (à partir de 1829 gouverneur de Breslau)
- 1824 Georg Leopold Gustav August von Hake, lieutenant-général premier commandant (plus tard gouverneur de Breslau)